# Dimitrowgrad (gmina)
Dimitrowgrad (bułg. Община Димитровград) – gmina w południowej Bułgarii, w obwodzie Chaskowo.

## Miejscowości
Miejscowości wchodzące w skład gminy Dimitrowgrad:
- Bodrowo (bułg. Бодрово),
- Brjast (bułg. Бряст),
- Brod (bułg. Брод),
- Czernogorowo (bułg. Черногорово),
- Dimitrowgrad (bułg. Димитровград) – stolica gminy,
- Dłygnewo (bułg. Длъгнево),
- Dobricz (bułg. Добрич),
- Dołno Belewo (bułg. Долно Белево),
- Golamo Asenowo (bułg. Голямо Aсеново),
- Gorski izwor (bułg. Горски извор),
- Jabyłkowo (bułg. Ябълково),
- Kasnakowo (bułg. Каснаково),
- Krepost (bułg. Крепост),
- Krum (bułg. Крум),
- Małko Asenowo (bułg. Малко Aсеново),
- Mericzleri (bułg. Меричлери),
- Radiewo (bułg. Радиево),
- Rajnowo (bułg. Райново),
- Skobelewo (bułg. Скобелево),
- Stalewo (bułg. Сталево),
- Stransko (bułg. Странско),
- Swetlina (bułg. Светлина),
- Welikan (bułg. Великан),
- Woden (bułg. Воден),
- Wyrbica (bułg. Върбица),
- Zdrawec (bułg. Здравец),
- Złatopole (bułg. Златополе).